# Spoorlijn Bonn - Oberkassel
De spoorlijn Bonn - Oberkassel was een Duitse spoorlijn en was als spoorlijn 8 onder beheer van DB Netze.

## Geschiedenis
Het traject werd door de Rheinische Eisenbahn-Gesellschaft geopend op 11 juli 1870. In 1914 werd de veerdienst opgeheven, in 1963 werd ook het resterende gedeelte tussen Bonn en Bonn-Trajekt gesloten.

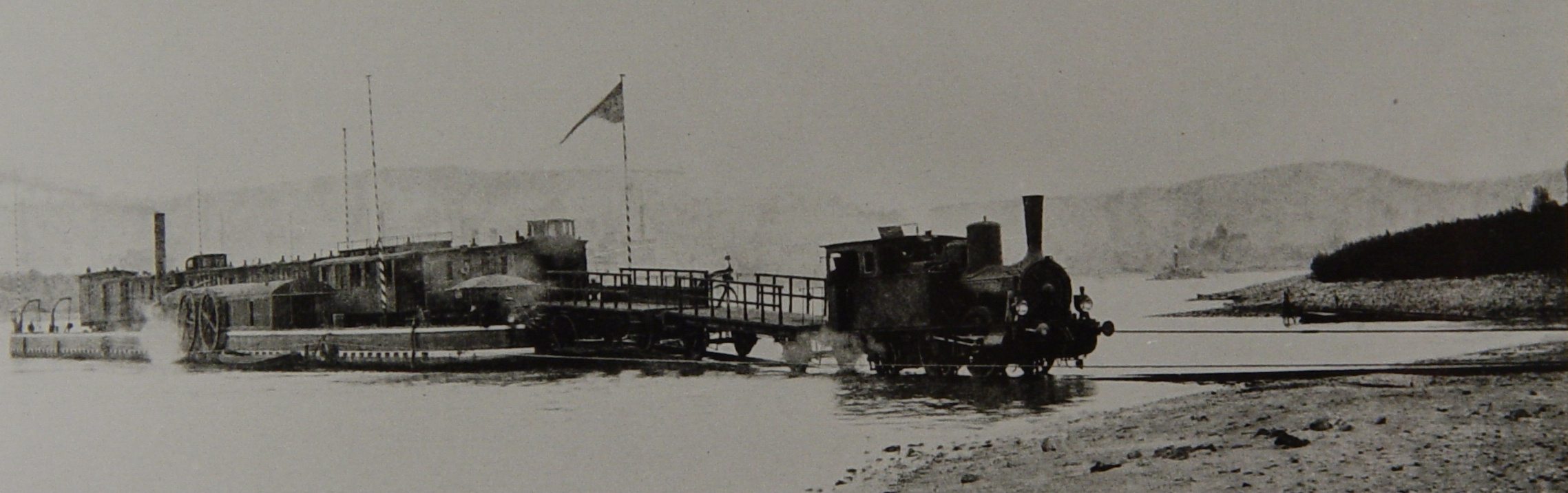
Aankomst van het veer in Bonn omstreeks 1900

## Aansluitingen
In de volgende plaatsen is of was er een aansluiting op de volgende spoorlijnen:
Bonn Hauptbahnhof
DB 2630, spoorlijn tussen Keulen en Bingen
DB 2645, spoorlijn tussen Bonn en Euskirchen
Bonn-Oberkassel
DB 2324, spoorlijn tussen Mülheim-Speldorf en Niederlahnstein